# 鳥窠道林
鳥窠道林（ちょうか どうりん、開元29年（741年） - 長慶4年2月10日（824年3月14日））は、中国の唐代の禅僧。諡は圓修禅師。俗姓は潘。杭州富陽県（浙江省杭州市富陽区）の出身。白居易との交流で知られる。

## 生涯
9歳で出家して、21歳の時に荊州（湖北省荊州市荊州区）の果願寺で具足戒を受ける。その後、長安に行き、西明寺の復礼に師事して、『大乗起信論』や『華厳経』を修学した。
大暦3年（768年）、代宗が径山道欽を宮中に召された時、その禅法を受けた。以後、杭州の秦望山に隠れ、長松の枝葉が茂った中に住したことから、「鳥窠禅師」または「鵲巣和尚」と呼ばれた。
杭州刺史の白居易が仏法の大意を問うた所、「諸悪作すことなかれ、衆善奉行せよ」という『七仏通誡偈』の有名な一部でもって答えた。白居易が「3歳の幼児でも知るところだ」と不服を述べると、「三つの童子でも知っているが、80歳の老人でもそれを行なうことは出来ない」という答えが返って来た。そこで、白居易はその意を理解し、竹閣（広化寺）を建てて、そこに移られた。以後、朝に夕に訪れては、参禅したという。
長慶4年（824年）2月10日、入寂。円修禅師と追諡された。

## 伝記資料
- 『景徳伝灯録』巻4